# Ioan Marcel Boloș
Ioan Marcel Boloș (ur. 1 kwietnia 1968 w Hodișu) – rumuński ekonomista i nauczyciel akademicki, profesor, w latach 2019–2020 i 2022–2025 minister.

## Życiorys
W 1997 ukończył studia ekonomiczne na Uniwersytecie Oradejskim. Na tej samej uczelni w 1999 uzyskał magisterium z zakresu zarządzania instytucjami finansowymi i bankowymi. W 2005 doktoryzował się na wydziale nauk ekonomicznych Universitatea de Vest din Timișoara. Jako nauczyciel akademicki związany z macierzystą uczelnią, od 2015 na stanowisku profesora Uniwersytetu Oradejskiego. Wykładowca przedmiotów z zakresu finansów instytucji publicznych, budżetu, międzynarodowych rynków finansowych i ładu korporacyjnego.
Pracował również w administracji samorządowej i rządowej. Od 1993 był związany z administracją miejską w Oradei, m.in. jako dyrektor wykonawczy departamentu zarządzania projektami (2008–2012). W latach 2012–2013 pełnił funkcję sekretarza stanu w ministerstwie rozwoju regionalnego i turystyki. Później do 2015 był dyrektorem generalnym do spraw zarządzania i strategii w resorcie transportu, następnie do 2017 sprawował urząd sekretarza stanu w tym ministerstwie. Objął potem funkcję dyrektora generalnego ADR Nord-Vest, jednej z agencji rozwoju regionalnego.
W listopadzie 2019 nowo powołany premier Ludovic Orban powierzył mu stanowisko ministra do spraw funduszy europejskich. Pozostał na tej funkcji również w utworzonym w marcu 2020 drugim gabinecie dotychczasowego premiera. Zakończył urzędowanie w grudniu 2020.
W styczniu 2022 z rekomendacji Partii Narodowo-Liberalnej został ministrem badań naukowych, innowacji i cyfryzacji w rządzie Nicolae Ciuki. W maju 2022 przeszedł na stanowisko ministra inwestycji i projektów europejskich. W czerwcu 2023 został natomiast ministrem finansów w powołanym wówczas gabinecie Marcela Ciolacu. W grudniu 2024 w jego drugim rządzie objął ponownie urząd ministra inwestycji i projektów europejskich, który sprawował do czerwca 2025.